# Orville (Loiret)
 Orville  es una población y comuna francesa, situada en la región de Centro, departamento de Loiret, en el distrito de Pithiviers y cantón de Puiseaux.

## Demografía
| 154 | 219 | 207 | 203 | 223 | 255 | 223 | 186 | 204 | 205 | 200 | 198 | 214 | 207 | 218 | 214 | 219 | 220 | 225 | 193 | 161 | 148 | 148 | 124 | 130 | 122 | 110 | 103 | 111 | 109 | 103 | 110 | 123 | 122 |
| Para los censos de 1962 a 1999 la población legal corresponde a la población sin duplicidades (Fuente: INSEE [Consultar]) |     |     |     |     |     |     |     |     |     |     |     |     |     |     |     |     |     |     |     |     |     |     |     |     |     |     |     |     |     |     |     |     |     |